# Oiorhinus
Oiorhinus is een geslacht van gewone sluipwespen (Ichneumonidae). De wetenschappelijke naam werd gepubliceerd door Constantin Wesmael in 1845.

## Soort
Het geslacht telt slechts een soort:
- Oiorhinus pallipalpis